# Silvia Mißbach
Silvia Mißbach (* 1964 in Ost-Berlin) ist eine deutsche Schauspielerin, Hörspiel- und Synchronsprecherin.

## Leben
Silvia Mißbach hatte bereits in ihrer Kindheit diverse Film- und Fernsehauftritte. Später entschied sie sich für ein Schauspielstudium und absolvierte an der Hochschule für Schauspielkunst „Ernst Busch“ Berlin. Danach war sie sieben Jahre lang in verschiedenen Theaterstücken in Berlin und Frankfurt (Oder) zu sehen. Seit 1992 verlagerte sie ihren beruflichen Schwerpunkt auf die Filmsynchronisation, so lieh sie mittlerweile bekannten Schauspielkolleginnen wie Jennifer Beals, Monica Bellucci und Sophie Marceau ihre Stimme.
Mißbach sprach zudem auch einige Anime-Charaktere, so zum Beispiel Xing Huo in Tsubasa Chronicle, die Nonne Yuuta in Zombie-Loan, in der Drama-Serie Tokyo Magnitude 8.0 vertonte sie die Nachrichtensprecherin Takigawa und in Gunslinger Girl – Il Teatrino lieh sie der Auftragskillerin Franca ihre Stimme.
In den Barbie-Filmen war sie unter anderem als Zauberin zu hören und in der Buchverfilmung Percy Jackson – Diebe im Olymp erhielt sie ebenfalls eine Rolle. Von 2008 bis 2009 wirkte sie in True Blood als Maryann Forrester sowie in V – Die Besucher als Doktorin Pearlman mit.

## Hörspiele
- 2025: seit Folge 118 Bibi und Tina (als Susanne Martin)

## Filmografie (Auswahl)
- 1977: Trampen nach Norden
- 1987: Wengler & Söhne
- 1987: Fridolin (Folge 6 Straßenbekanntschaften)
- 1988: Die verzauberten Brüder (Fernsehfilm)
- 1988: Die Geschichte von der Gänseprinzessin und ihrem treuen Pferd Falada (Fernsehfilm)
- 1988: Polizeiruf 110: Eine unruhige Nacht (Fernsehreihe)
- 1989: Verflixtes Mißgeschick!
- 1990: Selbstversuch (Fernsehfilm)
- 1990: Polizeiruf 110: Allianz für Knete (Fernsehreihe)
- 1991: Akt mit Blume (Fernsehfilm)
- 1991: Feuerwache 09 (Fernsehserie)
- 1992: Frank und Robert (Fernsehfilm)

## Sprechrollen (Auswahl)
Stacy Edwards
- 1998–2000: als Dr. Lisa Catera in Chicago Hope – Endstation Hoffnung
- 2005: als Dr. Janice Byers in Navy CIS
- 2006: als Lucy Palmeiro in Dr. House
- 2010: als Dr. Christina Knowlton in Lie to Me
- 2011: als Grace Travers in CSI: NY
- 2011: als Concetta Wale in The Mentalist

Tracy Scoggins
- 1998: als Elizabeth Lochley in Babylon 5: Waffenbrüder
- 1998: als Elizabeth Lochley in Babylon 5: Der Fluss der Seelen
- 2007: als Elizabeth Lochley in Babylon 5 – Vergessene Legenden – Stimmen aus dem Dunkel

Lexa Doig
- 2001–2007: als Andromeda „Rommie“ Ascendant in Andromeda
- 2006–2007: als Dr. Carolyn Lam in Stargate – Kommando SG-1
- 2011: als Dr. Leah Pearlman in V – Die Besucher

Nancy Sorel
- 2005: als Zauberin in Barbie Fairytopia
- 2007: als Zauberin in Barbie Fairytopia: Die Magie des Regenbogens
- 2018: als Kathy Krueger in Schicksalhafte Weihnachten

Nicole Oliver
- 2013: als Prinzessin/ Direktorin Celestia in My Little Pony: Equestria Girls
- 2014: als Direktorin Celestia in My Little Pony: Equestria Girls – Rainbow Rocks
- 2015–2020: als Prinzessin Celestia in My Little Pony – Freundschaft ist Magie

Julia Louis-Dreyfus
- 2021: als Valentina Allegra de Fontaine in The Falcon and the Winter Soldier
- 2021: als Valentina Allegra de Fontaine in Black Widow
- 2022: als Valentina Allegra de Fontaine in Black Panther: Wakanda Forever

Kikuko Inoue
- 1996: als Betty McCall in Black Jack: The Movie
- 2007: als Miria in Claymore – Schwert der Rache

Natasha Henstridge
- 2001: als Mimi Prager in Bounce – Eine Chance für die Liebe
- 2004: als Cynthia Oseransky in Keine halben Sachen 2 – Jetzt erst recht!

Lisa Vidal
- 2002–2005: als Sandy Lopez in Emergency Room – Die Notaufnahme
- 2008: als Jennifer Malloy in Numbers – Die Logik des Verbrechens

Poppy Montgomery
- 2003–2009: als Samantha Spade in Without a Trace – Spurlos verschwunden
- 2012–2016: als Carrie Wells in Unforgettable

Kari Wuhrer
- 2005: als Allison in God’s Army IV: Die Offenbarung
- 2005: als Allison in God’s Army V: Die Apokalypse

Clare Carey
- 2006: als Lisa Connor in Medical Investigation
- 2006: als Schwester Heather in Monk

Laurel Holloman
- 2006–2011: als Tina Kennard in The L Word – Wenn Frauen Frauen lieben
- 2010: als Sandy Allen in Castle

Masayo Kurata
- 2009: als Rakshata Chawla in Code Geass: Lelouch of the Rebellion
- 2009: als Rakshata Chawla in Code Geass: Lelouch of the Rebellion R2

Sanae Kobayashi
- 2009: als Xing Huo in Tsubasa Chronicle
- 2009: als Xing Huo in Tsubasa Tokyo Revelations

### Filme
- 1999: Notting Hill – Emily Mortimer als Perfektes Mädchen
- 1999: Sleepy Hollow – Claire Skinner als Beth Kilian
- 1999: Willkommen in Freak City – Janet Lo als Fran (Pflegerin)
- 2000: Es begann im September – Kali Rocha als Shannon
- 2001: Enigma – Das Geheimnis – Anne-Marie Duff als Kay
- 2004: Jungfrau (40), männlich, sucht … – Mo Collins als Gina
- 2005: Boogeyman – Der schwarze Mann – Josie Tweed als Louise
- 2006: Maison Ikkoku – Yoshiko Sakakibara als Sayoko Kuroki
- 2007: 88 Minutes – Carrie Genzel als Stephanie Parkman
- 2007: Der Jane Austen Club – Gwendoline Yeo als Dr. Samantha Yep
- 2007: Der Krieg des Charlie Wilson – Hilary Angelo als Kelly
- 2009: Jennifer’s Body – Jungs nach ihrem Geschmack – Cynthia Stevenson als Chips Mutter
- 2009: Nachts im Museum 2 – Mindy Kaling als Dozentin
- 2009: Verrückt nach Steve – Misha Dibono als Paula
- 2009: Diamond 13 – Anne Coesens als Leon
- 2010: Black Swan – Michelle Rodriguez Nouel als Therapeutin
- 2010: Percy Jackson: Diebe im Olymp – Maria Olsen als Mrs. Dodds/ Furie
- 2011: Auf brennender Erde – Robin Tunney als Laura
- 2011: Batman: Year One – Saratoga Ballentine als Skeevers’ Anwältin
- 2011: Der Mandant – Michaela Conlin als Heidi Sobel
- 2011: Girls Club 2 – Vorsicht bissig! – Rhoda Griffis als Ilene Hanover
- 2011: Meine erfundene Frau – Rachel Dratch als Kirsten Brant
- 2012: Batman – Die Rückkehr des Dunklen Ritters – Paget Brewster als Lana Lang
- 2015: Die Tribute von Panem – Mockingjay Teil 2 – Eugenie Bondurant als Tigris
- 2016: Die Weihnachtsstory – Eileen Barrett als Millicent
- 2019: Good Boys – Enid-Raye Adams als Thors Mutter
- 2019: Jumanji: The Next Level – Marin Hinkle als Spencers Mutter
- 2023: The Marvels – Zenobia Shroff als Muneeba Kahn

### Serien
- 1993: Black Jack – Keiko Han als Catherine
- 1994: Eine fröhliche Familie – Maria Kawamura als Sally Gardiner
- 1995: Ein Supertrio – Chika Sakamoto als Love Kisugi
- 1998: Card Captor Sakura – Miki Itou als Sonomi Daidouji
- 1998: City Hunter – Ein Fall für Ryo Saeba – Naoko Watanabe als Yuuko Katagiri
- 2002: Full Metal Panic! – Kazusa Murai als Gray
- 2002–2006: Coupling – Wer mit wem? – Kate Isitt als Sally Harper
- 2004: Charmed – Zauberhafte Hexen – Lisa Thornhill als Meta
- 2004: Das Bildnis der Petit Cossette – Kumiko „Hyôsei“ Yokote als Hatsumi Mataki
- 2004: Spirit of Wonder – Yuriko Fuchizaki als Lily
- 2006: Ghost Whisperer – Stimmen aus dem Jenseits – Jennifer Tung als Sharon
- 2006: Desperate Housewives – Shannon O’Hurley als Mrs. Truesdale
- 2006: Coyote Ragtime Show – Satomi Arai als March
- 2006: Coyote Ragtime Show – Chie Matsuura als June
- 2006: Coyote Ragtime Show – Yukiko Tamaki als May
- 2006: Ghost in the Shell: Stand Alone Complex – Yuuko Sumitomo als Kurutan
- seit 2006: American Dad – Wendy Schaal als Francine Smith
- 2007: Eureka 7 – Mayumi Asano als Hilda
- 2007: Gundam Seed – Houko Kuwashima als Natarle Badgiruel
- 2008: Ghost Whisperer – Stimmen aus dem Jenseits – Margaret Easley als Brenda
- 2008: Transformers: Animated – Tara Strong als Carly Witwicky
- 2008: Veronica Mars – Dendrie Taylor als Tori Sansone
- 2009: Ghost Whisperer – Stimmen aus dem Jenseits – Chad Morgan als Clarissa Webb
- 2008: Gunslinger Girl -Il Teatrino- – Eriko Hirata als Franca
- 2009: Tsubasa Chronicle – Yuriko Yamaguchi als Chenyan
- 2009: Vampire Knight – Mai Nakahara als Maria Kurenai
- 2009: Zombie-Loan OVA – Tomoko Kawakami als Yuuta
- 2009: Zombie-Loan – Chiwa Saitō als Yuuta
- 2009–2010: True Blood – Michelle Forbes als Maryann Forrester
- 2010: Ghost Whisperer – Stimmen aus dem Jenseits – Eve Gordon als Mariah Dunney
- 2010: 24 – Julie Claire als Eden Linley
- 2010: Burn Notice – Callie Thorne als Natalie Rice
- 2010: Grey’s Anatomy – Rosalie Ward als Melissa Corso
- 2010: Scrubs – Die Anfänger – Julia Campbell als Mrs. Fremont
- 2011–2013: Star Wars: The Clone Wars – Tasia Valenza als Shaak Ti (1. Stimme)
- 2011: Tokyo Magnitude 8.0 – Christel Takigawa als Christel Takigawa
- 2015: High School D×D BorN – Mari Shiraishi als Venelana Gremory
- 2014: Psycho-Pass – Noriko Hidaka als Sibyl-System
- 2017: Fargo – Linda Kash als Stella Stuss
- 2018–2019: Marvel’s Cloak & Dagger – Gloria Reuben als Adina Johnson
- 2018–2019: Chilling Adventures of Sabrina – Anastasia Bandey als Dorothea Putnam
- 2018: Iroduku: Die Welt in allen Farben – Takako Honda als Haruka Aoi

### Spiele
- Dragon Age 2 als Hawke (weiblich)
- Quantum Break als Clarice Ogawa
- Overwatch als Pharah[2]

## Theater
- 1988: Maxim Gorki: Wassa Schelesnowa (Lipa, Magd) – Regie: Barbara Abend (Theater im Palast Berlin)